# 사회민주당 (브라질, 2011년)
사회민주당(社會民主黨, 포르투갈어: Partido Social Democrático, PSD)은 브라질의 보수주의 정당으로, 2011년 설립되었다. 2016년 총선거 결과, 브라질 하원의 경우 공화당 다음에 제6당인 반면 브라질 상원의 경우 민주당, 공화당과 함께 제6당이다.